# Рыцарь Керри
Рыцарь Керри (Зеленый Рыцарь) — один из трех англо-ирландских наследственных рыцарских родов, существовавший в Ирландии еще с феодальных времен. Остальные рыцарские роды — Белый Рыцарь (род Фицгиббон), прервался в начале XVII века, и Черный Рыцарь (или Рыцарь Глин), бездействует с 2011 года. Все три рода относятся к семье Фицджеральдов и были созданы графами Десмонд для своих родственников.
Сэр Морис Фиц-Джон, 1-й рыцарь Керри, был внебрачным сыном Джона Фицджеральда, 1-го барона Десмонда (погибшим в битве при Каллане в 1261 году), внуком Томаса Фицмориса, лорда Конелло (ок. 1175—1213), и правнуком Мориса Фиц-Джеральда, лорда Лланстефана (ок. 1100—1176), сына Джеральда Виндзорского и валлийской принцессы Нест верх Рис из Дехейбарта.
19 июля 1333 года король Англии Эдуард III Плантагенет после битвы с шотландцами при Халидон-Хилле пожаловал сэру Морису Фиц-Джону титул 1-го рыцаря Керри.

## Рыцари Керри
- Сэр Морис Буидх Фиц-Джон, 1-й рыцарь Керри (ум. 1346), внебрачный сын Джона Фицджеральда, 1-го барона Десмонда
- Сэр Ричард Фиц-Морис, 2-й рыцарь Керри , сын предыдущего
- Сэр Морис Фиц-Ричард, 3-й рыцарь Керри , сын предыдущего. С 1382 года женат на Маргарет де Курси
- Сэр Эдмон Фиц-Морис, 4-й рыцарь Керри , старший сын предыдущего
- Сэр Николас Фиц-Морис, 5-й рыцарь Керри , младший брат предыдущего. Около 1408 года был возведен в сан епископа Ардферта
- Сэр Джон Каох Фиц-Николас, 6-й рыцарь Керри , сын предыдущего
- Сэр Морис Фиц-Дон, 7-й рыцарь Керри , сын предыдущего
- Сэр Джон Фиц-Морис, 8-й рыцарь Керри , сын предыдущего. В ноябре 1495 года был назначен епископом Ардферта.
- Сэр Уильям Фиц-Джон, 9-й рыцарь Керри, сын предыдущего
- Сэр Джон Фицджеральд, 10-й рыцарь Керри (ум. 7 сентября 1595), старший сын предыдущего
- Сэр Уильям Фицджеральд, 11-й рыцарь Керри (ум. 6 ноября 1640), старший сын предыдущего
- Сэр Джон Фицджеральд, 12-й рыцарь Керри, сын предыдущего
- Сэр Джон Фицджеральд, 13-й рыцарь Керри, сын предыдущего
- Сэр Морис Фицджеральд, 14-й рыцарь Керри (ум. 9 декабря 1729), старший сын предыдущего
- Сэр Джон Фицджеральд, 15-й рыцарь Керри (1706 — 10 июня 1741), старший сын предыдущего
- Сэр Морис Фицджеральд, 16-й рыцарь Керри (ок. 1734 — 24 июня 1779), единственный сын предыдущего
- Сэр Роберт Фицджеральд, 17-й рыцарь Керри (1716 — 5 декабря 1781), дядя предыдущего, второй сын Мориса Фицджеральда, 14-го рыцаря Керри
- Сэр Морис Фицджеральд, 18-й рыцарь Керри (29 декабря 1772 — 6 марта 1849), младший (второй) сын предыдущего
- Сэр Питер Джордж Фицджеральд, 1-й баронет из Валентии, 19-й рыцарь Керри (15 сентября 1808 — 6 августа 1880), пятый сын предыдущего
- Сэр Морис Фицджеральд, 2-й баронет из Валентии, 20-й рыцарь Керри (5 февраля 1844 — 22 октября 1916), старший сын предыдущего
- Сэр Джон Питер Джеральд Морис Фицджеральд, 3-й баронет из Валентии, 21-й рыцарь Керри (4 мая 1884 — 19 февраля 1957), второй сын предыдущего
- Сэр Артур Генри Бринсли Фицджеральд, 4-й баронет из Валентии, 22-й рыцарь Керри (6 июня 1885 — 30 ноября 1967), третий сын 2-го баронета, младший брат предыдущего
- Сэр Джордж Питер Морис Фицджеральд, 5-й баронет из Валентии, 23-й рыцарь Керри (27 февраля 1917 — 6 апреля 2001), второй (младший) сын предыдущего
- Сэр Адриан Джеймс Эндрю Денис Фицджеральд, 6-й Баронет из Валентии, 24-й рыцарь Керри (род. 24 июня 1940), единственный сын предыдущего.